# Hôtel de ville de Limoux
L'hôtel de ville de Limoux est un hôtel situé à Limoux, en France.

## Localisation
L'hôtel est situé sur la commune de Limoux, dans le département français de l'Aude.

## Historique
L'édifice est inscrit au titre des monuments historiques en 1948.